# Leonard Klein
Leonard Klein   (Clarkdale, 19 de febrer de 1929 - Egg Harbor, 18 de novembre de 2013)  va ser un compositor, pianista i educador musical estatunidenc.
Klein es va graduar a la "Clarkdale High School" i va estudiar música a la Universitat d'Arizona, especialitzant-se en piano. Durant la Guerra de Corea, va servir a l'exèrcit dels Estats Units com a traductor de rus. Després del servei militar, va continuar els seus estudis al Mills College amb Darius Milhaud i Egon Petri (piano) i a París. Va obtenir el doctorat a la Universitat d'Iowa i posteriorment va ensenyar a la Universitat d'Oklahoma, la Universitat d'Indiana i el Mills College.
A partir del 1971, Klein va viure com a professor i compositor a Stockton, Nova Jersey, on va fundar els Stockton Chamber Players i va organitzar concerts. També va ser pianista i membre del Gotham Trio.

## Obres
Llista d'obres.
- Invention Fantasy per a piano, violoncel i percussió, 1965
- La Soucoupe Volante per a violoncel i orquestra, 1966
- Reflexions sobre els dies de Nadal per a cor mixt, celesta i arpa o dos pianos o dos vibràfons i arpa, 1969
- Sonata per a dos pianos, 1970
- Songs i For Flageolets per a violí i piano, 1973
- Trio per a viola, violoncel i piano, 1975
- Sonata per a piano a quatre mans, 1977
- Sonata núm. 2 per a flauta i piano, 1978
- Fantasia Concertante per a trompeta, saxòfon alt i piano, 1983
- Air and Finale per a saxòfon alt, piano, violí i violoncel, 1984
- Variacions sobre un tema de Tartini per a piano, 1987
- MUFS.1, tres moviments per a orquestra de cambra, 1988
- Sonata per a viola i piano, 1990
- Sonata núm. 4 per a flauta i piano, 1991
- Out of the Cradle, Endlessly Rocking, Rèquiem per a soprano, mezzosoprano, tenor, orquestra de corda i piano segons Walt Whitman, 1992
- Trio per a flauta, viola i piano, 1996
- Música per a orquestra de corda, 1998
- Estudi núm. 3 per a piano, 2000
- Nocturn per a piano, 2000